# Gleb Samojłow
Gleb Rudolfowicz Samojłow, ros. Глеб Рудолфович Самойлов (ur. 4 sierpnia 1970) – rosyjski muzyk, dawniej członek zespołu Agata Kristi (1988-2010), a obecnie lider grupy The Matrixx. Młodszy brat Wadima.

## Dzieciństwo
Gleb Samojłow przyszedł na świat 4 sierpnia 1970 roku w miejscowości Asbiest, niedaleko Swierdłowska, w ZSRR. Jego ojciec był inżynierem górnictwa, a matka chirurgiem. Jako dziecko Gleb marzył o nauce gry na fortepianie, a nawet uczęszczał przez jakiś czas do szkoły muzycznej. Wkrótce jednak przestał się tam uczyć twierdząc, że to zbyt duże obciążenie. Odtąd pobierał nauki muzyczne u starszego brata, Wadima.

## Kariera muzyczna

### Początki
W 1987 roku został członkiem zespołu RTF-UPI (przemianowany później na Agata Kristi) dzięki Wadimowi. Grupa muzyczna, założona przez Wadima Samojłowa, Aleksandra Kozłowa i Piotra Maja, poszukiwała kogoś na miejsce basisty, więc posiadający odpowiednie umiejętności młodszy brat wydał się Wadimowi najodpowiedniejszą osobą.  20 lutego 1988 roku zespół zagrał pierwszy koncert w Uralskim Państwowym Technicznym Uniwersytecie. Data ta jest uważana za oficjalne „urodziny” zespołu Agata Kristi. Pod koniec tego samego roku grupa wydała pierwszy album, który otrzymał nazwę "Второй фронт" (Vtoroy Front) – "Drugi front".

### Agata Kristi i początki kariery muzycznej
Od 1990 był głównym autorem tekstów piosenek zespołu. Nagrywał płyty z grupą, a także działał solowo – w 1990 wydał pierwszy solowy album "Маленький Фриц" (Malienkiy Fritz). Był jednak przeznaczony tylko do rozpowszechnienia wśród przyjaciół i najbliższych. Główna koncepcja albumu to spojrzenie na wydarzenia II wojny światowej z perspektywy młodego niemieckiego żołnierza. Piosenki często przepełnione są ironią i antyfaszystowskim przesłaniem. Album trafił na rynek dopiero w 1995 roku. W 1991 roku Agata Kristi wydała kolejny album – "Декаданс" (Dekadens), a po kilku miesiącach ukazał się drugi solowy album Gleba, "Сви100пляска" (Svi100plyaska). Od 1991 Gleb, wraz z zespołem rozpoczął trasy koncertowe w całym kraju. Grupa zaczęła także intensywnie pracować nad tworzeniem i wydawaniem nowych płyt. Największymi hitami okazały się albumy "Позорная звезда" (Pozornaya zvezda, 1993), "Опиум" (Opium, 1995) "Ураган" (Uragan, 1996), "Чудеса" (Chudesa, 1998) i "Эпилог" (Epilog, 2010). W 2010 roku grupa Agata Kristi rozpadła się, według Gleba i Wadima z powodu różnic poglądów i niemożności osiągnięcia porozumienia.

### The Matrixx
W 2010 roku, zaraz po rozpadzie Agaty Kristi, założył nową formację muzyczną. Zespół The Matrixx wydał dotychczas 8 albumów. Grupa regularnie koncertuje i pracuje nad wydawaniem nowych płyt.

## Życie osobiste
Pierwszą żoną Samojłowa była starsza Tatiana, z którą wziął ślub w 1996 roku. Szybko jednak doszło do rozwodu. Para ma syna Gleba (ur. 1996). Drugą żoną artysty została Anna Chistowa – modelka i projektantka. Związek ten, również nie przetrwał zbyt długo i wkrótce doszło do rozwodu. Trzecią żoną muzyka jest młodsza o 18 lat, dziennikarka Tatiana Łarionowa.
Samojłow był uzależniony od heroiny i alkoholu, ale wygrał z nałogiem.